# Sandrine Testud
Sandrine Testud (Lyon, 3 de abril de 1972) é uma ex-tenista profissional francesa.

## WTA finais

### Simples
Vitórias (3)
| Titles by Surface |
| Duro (2)          |
| Saibro (1)        |
| Grama (0)         |
| Carpete (0)       |

| N. | Data              | Torneio                 | Piso     | Oponente          | Placar            |
| 1. | Julho 14, 1997    | Palermo, Itália         | Saibro   | Elena Makarova    | 7–5, 6–3          |
| 2. | Outubro 5, 1998   | Filderstadt, Alemanha   | Duro (i) | Lindsay Davenport | 7–5, 6–3          |
| 3. | Setembro 10, 2001 | Waikoloa Village, Hawai | Duro     | Justine Henin     | 6–3, 2–0, retired |

Vice-Campeonatos (7)
| N. | Data               | Torneio             | Piso        | Oponente          | Placar      |
| 1. | Agosto 18, 1997    | Atlanta, EUA        | Duro        | Lindsay Davenport | 6–4, 6–1    |
| 2. | Julho 6, 1998      | Praga, Rep. Tcheca  | Saibro      | Jana Novotná      | 6–3, 6–0    |
| 3. | Outubro 25, 1999   | Linz, Áustria       | Carpete (i) | Mary Pierce       | 7–6(2), 6–1 |
| 4. | Janeiro 31, 2000   | Tokyo, Japão        | Carpete (i) | Martina Hingis    | 6–3, 7–5    |
| 5. | Janeiro 8, 2001    | Canberra, Austrália | Duro        | Justine Henin     | 6–2, 6–2    |
| 6. | Fevereiro 12, 2001 | Doha, Qatar         | Duro        | Martina Hingis    | 6–3, 6–2    |
| 7. | Fevereiro 18, 2002 | Dubai, EAU          | Duro        | Amélie Mauresmo   | 6–4, 7–6(5) |